# 里瓦雷咖啡馆
43°46′10.48″N 11°15′18.72″E / 43.7695778°N 11.2552000°E

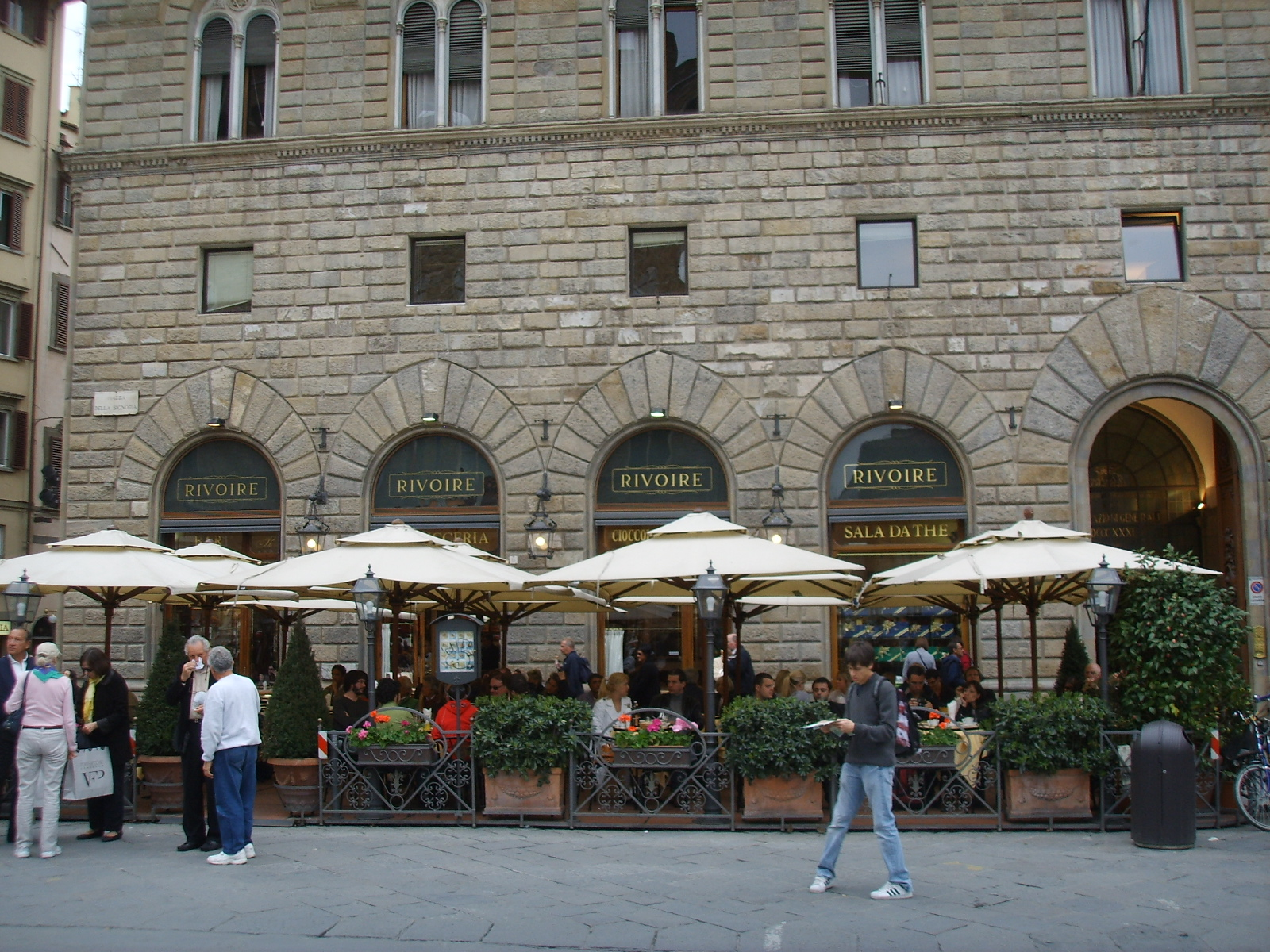
里瓦雷咖啡馆

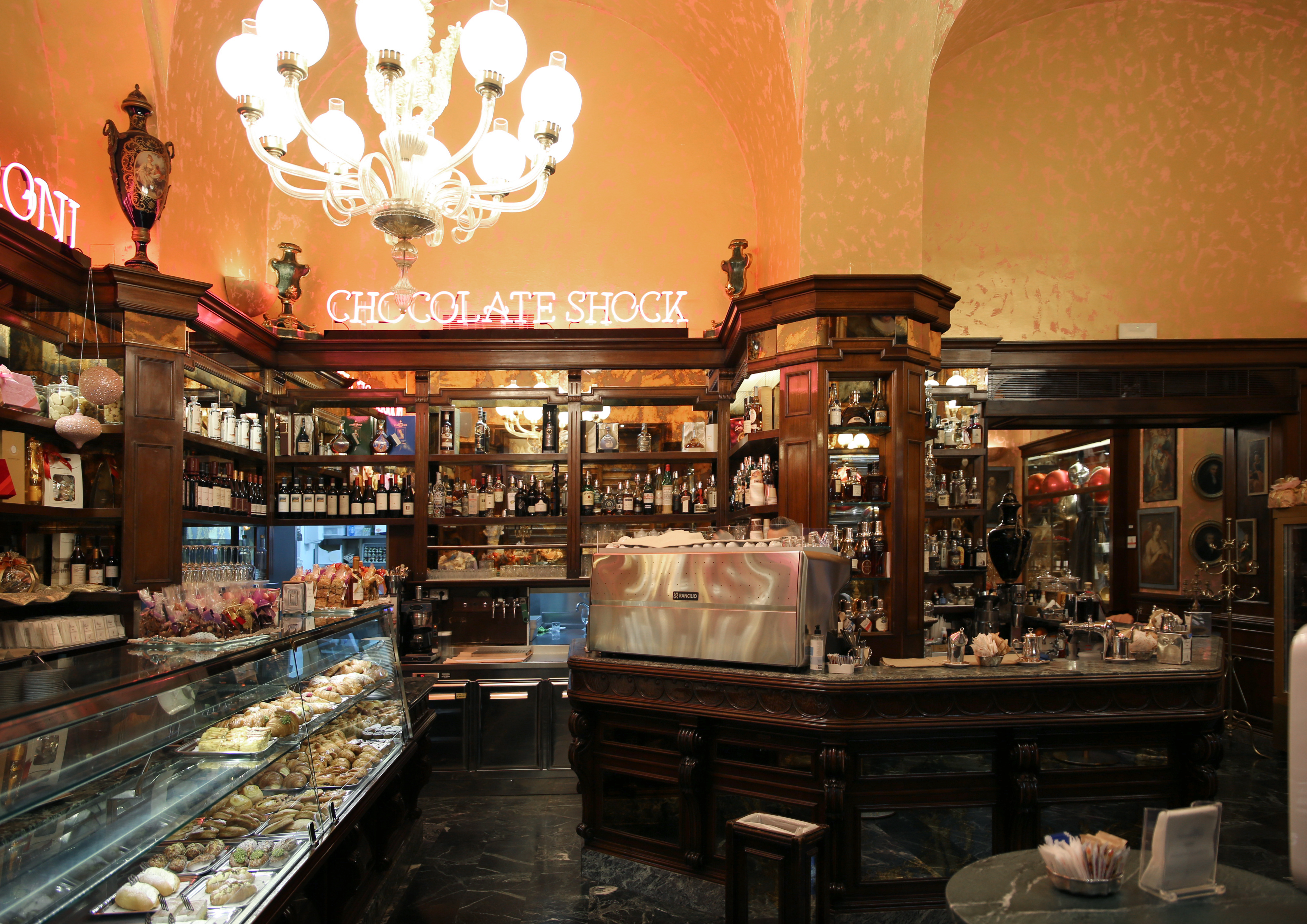
内部

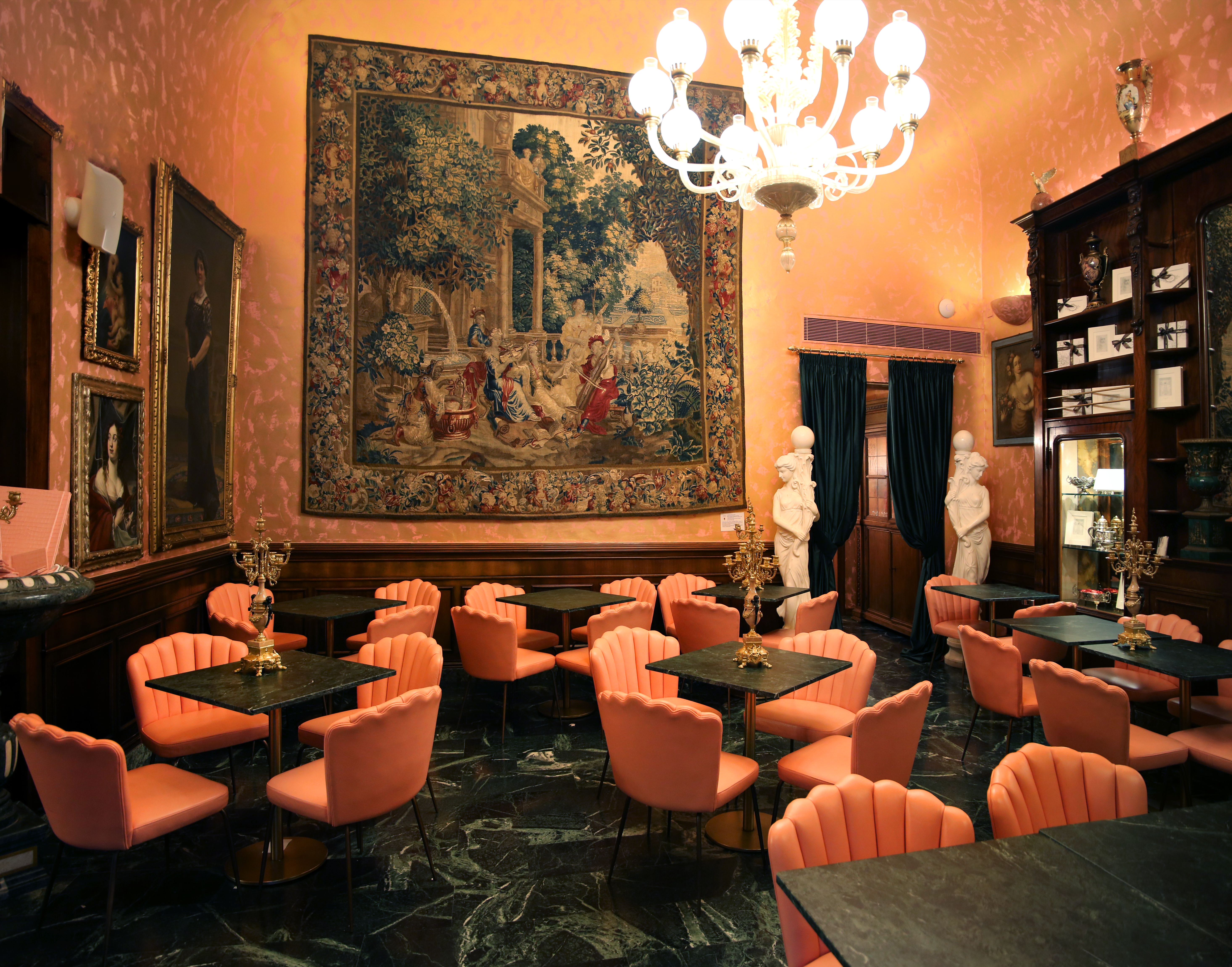
内部

里瓦雷咖啡馆（Rivoire）是佛罗伦萨的一座历史建筑，位于领主广场5号，Vacchereccia街拐角处，19世纪的 忠意保险宫底楼。它是“意大利地方历史”的成员

## 历史
咖啡馆由来自上萨瓦的恩里科·里瓦开设于1872年，他跟随国王来到了新首都。它最初打出的广告是“恩里科·里瓦雷 - 蒸汽巧克力工厂”。正是因为这一专长，咖啡馆声名鹊起。这里有俯瞰广场和旧宫的户外餐桌，成为了这座城市迷人的“客厅”。
1977年，里瓦雷家族将餐厅卖给巴尔代利兄弟。装修虽然是20世纪初的风格，但大多系1980年翻新。2020年，里瓦雷进行了所有权变更和生产场所重组，增加了晚餐服务，提高了服务质量，关注点从大众旅游的需求，转向寻求最高质量的产品。